# 跑鳄属
跑鳄屬（Pristichampsus），又名捷鳄或始锯齿鳄，是已绝种的陆生鳄类，生活于始新世的哈萨克斯坦、德国和美洲，全長可達3米（9.8英尺）。

## 描述與習性
和其他跑鱷科的生物一樣，跑鱷同樣具有厚鱗甲以及適合奔跑的長四肢。跑鱷腳趾的尖端具有蹄，代表其多半生活於陸地上，可能以獵食其他陸生哺乳動物為主。跑鱷的牙齒屬於小齒（ziphodont），邊上擁有密集的小鋸齒，可以用來撕咬獵物的肌肉。這些牙齒和某些獸腳亞目恐龍的牙齒（例如：鯊齒龍）十分類似，以至於在被發現時遭到科學家誤認，得到了有非鳥類恐龍在白堊紀－第三紀滅絕事件之後存活的錯誤結論。
其中鋸鱷（P. rollinatii）具有更多適合陸地生活的特徵，擁有圓柱狀的尾巴，且上也不具有厚鱗甲。由於鋸鱷特殊的四肢位置，科學家推測牠們有能力在短時間內直接進行雙足衝刺。

## 大眾文化
出現在《重返侏儸紀》的第3季第1集中，從奇異點穿越至古埃及，被當時的古埃及人當作阿米特膜拜。